# Lipová (okres Prostějov)
Obec Lipová se nachází v okrese Prostějov v Olomouckém kraji. Své jméno dostala podle lipových stromů, které se v obci jak v minulosti tak v současnosti v hojné míře vyskytují. Obec se skládá ze tří částí – Lipová, Hrochov, Seč. Žije zde 715 obyvatel.

## Historie

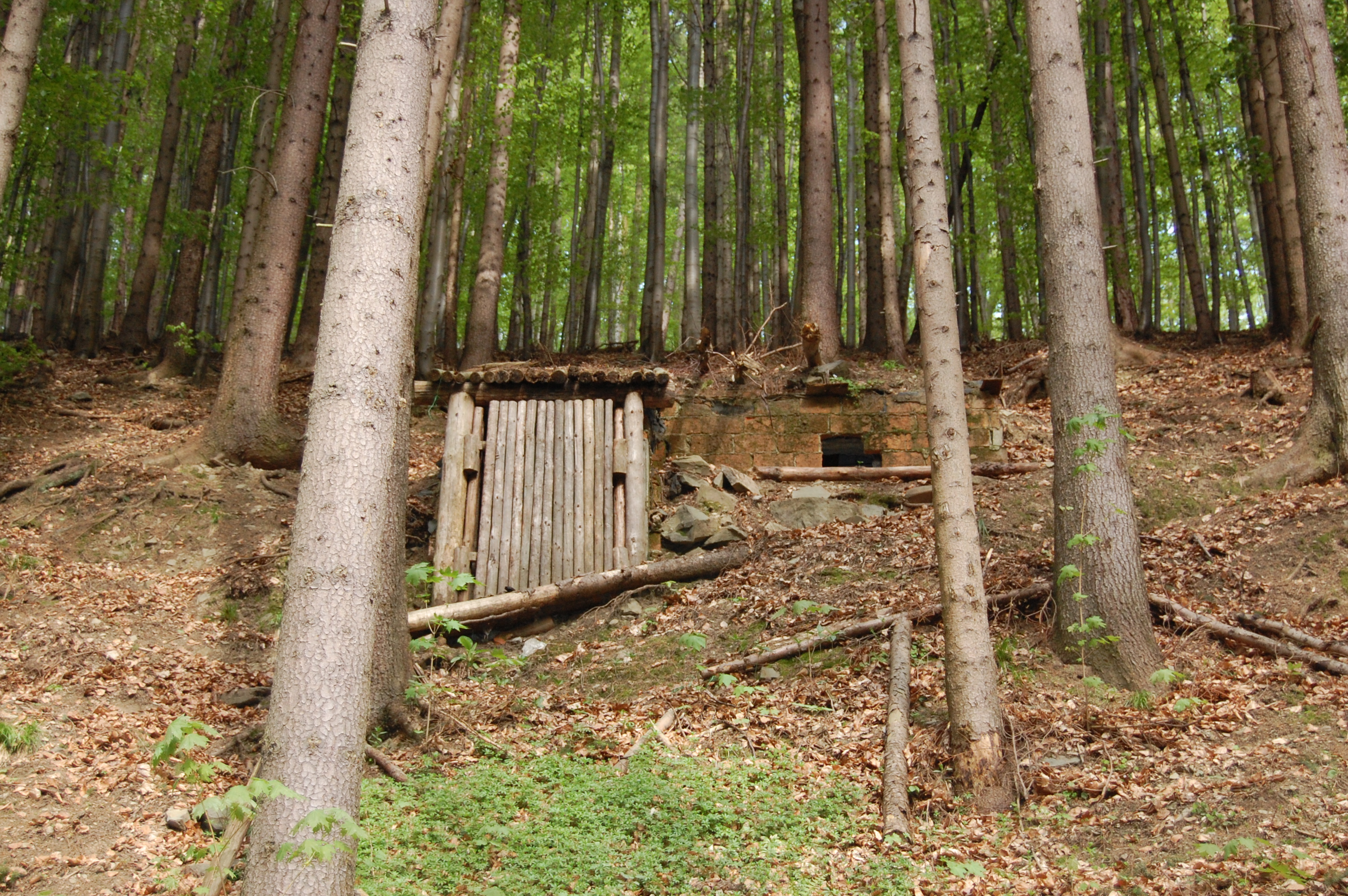
Partyzánský bunkr mezi obcemi Lipová a Malé Hradisko

První písemná zmínka o obci Lipová pochází z roku 1379, kdy byl Lipovský dvůr prodán Vaňkem z Boskovic člověku jménem Bohuněk. Roku 1538 bylo Kryštofem z Boskovic sedlákům z vesnice právo vykoupit se z roboty. V 16. století se majiteli obce stali páni ze Zástřizl.
Během třicetileté války byla téměř celá tehdejší vesnice až na osm hospodářství srovnána se zemí a musela být znovu vystavěna. Obec patřila od konce 17. století do majetku Dietrichštejnů a od poloviny 19. století Mensdorfům, jenž sídlili v nedalekých Boskovicích.
Obec Hrochov byla založena mezi léty 1660 až 1680 na místě, které Jakub Hroch Jalůvka z Melovic, jenž vlastnil statek v sousední obci Suchdol daroval několika bezzemkům. Po něm byla obec také pojmenována.
Přesné stáří obce Seč není známo, ovšem první záznam o ní se objevuje již z roku 1710. Založena byla pravděpodobně lidmi z Protivanova, neboť do jeho farnosti patřila až do roku 1784.
K roku 1866 se píše o bídě, hladu a nouzi v obci, stejně tak jako o epidemii moru, břišního tyfu a dalších nemocí. Tyto epidemie se projevily zejména po prusko-rakouské válce, jenž proběhla ve zmiňovaném roce.
Na konci 19. století vzniklo mezi obcemi Hrochov a Lipová nepřátelství, které se projevovalo především mezi mládeží a vyvrcholilo roku 1896. Tehdy se pořádaly bitvy kameny na polích mezi hrochovskou hospodou a kopcem Hanačka. Vůdcem lipovských chlapců byl mladík přezdívaný „Kočica“. Během těchto nepřátelských let se lipovským občanům hanlivě přezdívalo „kozli“.
V roce 1921 bylo v Lipové 90 domů, na Hrochově taktéž 90 a v Seči 44. V Lipové žilo 611 obyvatel, na Hrochově 593 a v Seči 266. Všichni bez výjimky se hlásili k československé národnosti.
Historie evangelického sboru v obci Lipová se datuje do doby před rokem 1909, samotná ustanovující schůze se konala 6.4.1922, kdy se členy stalo 31 občanů, jenž byli následně 21.5.1922 pokřtěni. Po úspěšném provedení sbírky se roku 1922 začalo se stavbou modlitebny, která slouží sboru bez větších změn dodnes. Celý baptistický sbor přestoupil v roce 1941 k Českobratrské církvi evangelické, u kterého zůstal až do dnešních dnů.
Během druhé světové války se v lesích v okolí Lipové ukrývali partyzáni ze skupiny Jermak. Občané Lipové těmto partyzánům pomáhali se zásobováním, popřípadě vypomáhali při akcích. Mezi partyzány však byli konfidenti gestapa a jejich přičiněním se uskutečnily na konci roku 1944 celkem tři zatýkací akce. Při těchto akcích bylo několik osob, včetně celých rodin odvedeno gestapem do Brna do Kounicových kolejí a následně deportováno do koncentračních táborů (hl. Flossenbürg). Z dob jejich působení se zachoval partyzánský bunkr, který se nachází mezi Lipovským mlýnem a obcí Malé Hradisko na úpatí stráně zvedající se z údolí říčky Okluky, blízko něhož byla zbudována pamětní deska.
Až do roku 1960, kdy došlo ke schválení zákona o územním členění státu, fungovaly obce nezávisle na sobě. Obec Seč patřila již tehdy pod okres Prostějov, obec Hrochov k okresu litovelskému a obec Lipová pod okres Boskovice. Jelikož k tomuto roku byly zrušeny poslední dva jmenované okresy, došlo ke sloučení obcí v jeden celek, který byl následně převeden pod okres Prostějov. Všechny tři obce spadají pod římskokatolickou farnost Suchdol-Jednov.
Od roku 1999 je obec součástí mikroregionu Konicko.

## Pověst
Jihovýchodně od místa, kde dnes stojí obec, prý dříve stávala Zlatá Lipová. Přízvisko "Zlatá" získala díky blahobytu, kterým vesnice oplývala. Zničena byla údajně za husitských válek. Místu, kde dřívější vesnice stála, se dodnes říká Stará Lipová. Místní trať, která těmito místy vede, dostala název "Kóřelka", neboť ze zničené Zlaté Lipové se dlouhou dobu ještě kouřilo. Podle jiného vyprávění, zaznamenaného v kronice, tam místní zemědělec našel ohořelé kameny, které byly dle jeho rodičů okouřené od ohňů Zlaté Lipové.

## Obyvatelstvo

### Struktura
Vývoj počtu obyvatel za celou obec i za jeho jednotlivé části uvádí tabulka níže, ve které se zobrazuje i příslušnost jednotlivých částí k obci či následné odtržení.
| Místní části   | Místní části | 1869 | 1880 | 1890 | 1900 | 1910 | 1921 | 1930 | 1950 | 1961 | 1970 | 1980 | 1991 | 2001 | 2011 |
| -------------- | ------------ | ---- | ---- | ---- | ---- | ---- | ---- | ---- | ---- | ---- | ---- | ---- | ---- | ---- | ---- |
| Počet obyvatel | část Lipová  | 1293 | 1420 | 1473 | 1552 | 1507 | 1470 | 1504 | 1071 | 1126 | 1008 | 921  | 833  | 778  | 741  |
| Počet domů     | část Lipová  | 147  | 165  | 177  | 192  | 219  | 224  | 260  | 288  | 271  | 264  | 267  | 312  | 321  | 329  |

## Pamětihodnosti

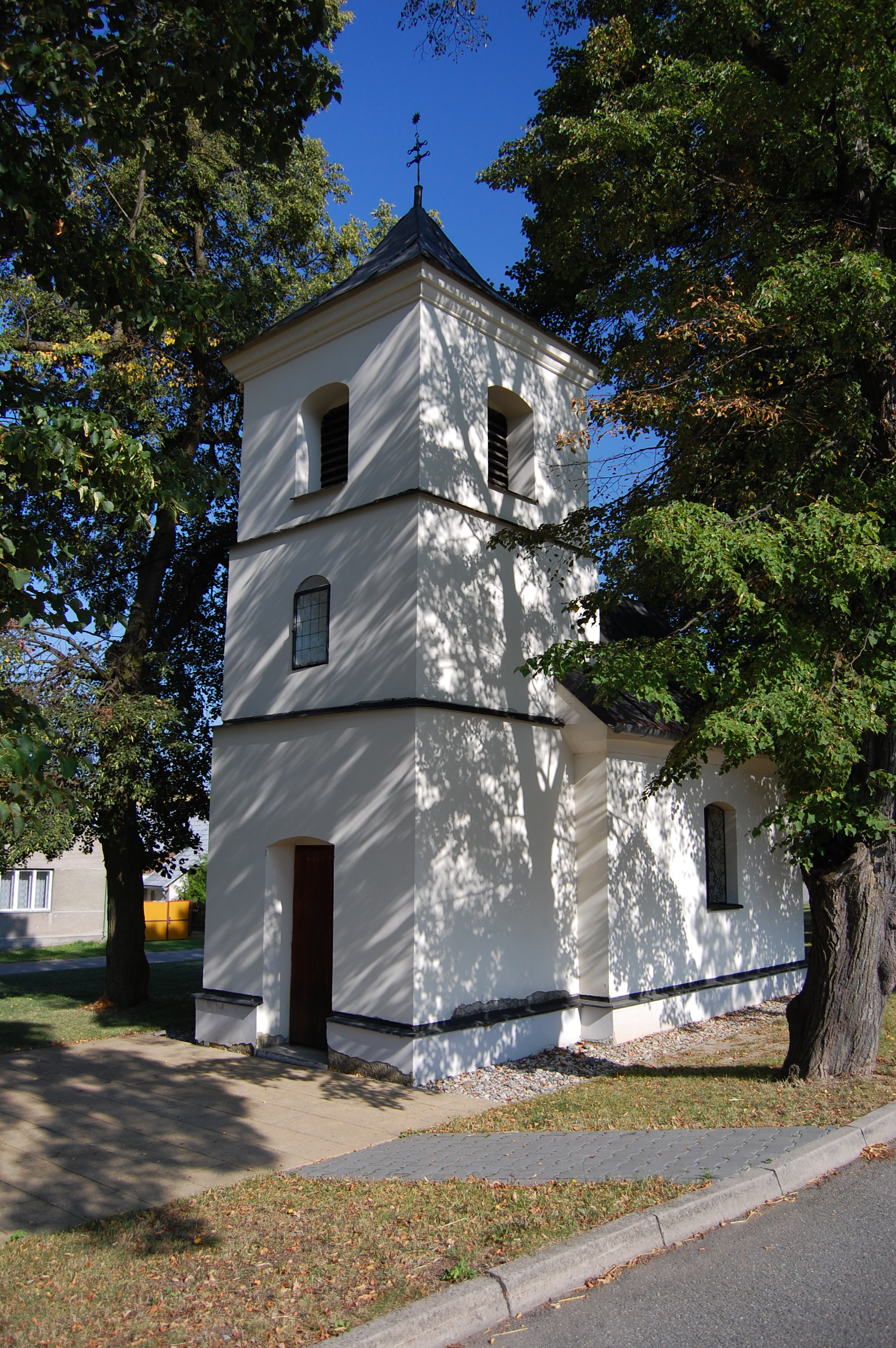
Kaplička svatého Vavřince na Hrochově

Ze sakrálních památek se v každé obci nachází kaplička. V Lipové jde o kapli zasvěcenou Panně Marii Bolestné z roku 1852 nebo podle obecní kroniky z roku 1872, na Hrochově se nachází kaple svatého Vavřince vystavěná přibližně kolem roku 1843 a v Seči kaple svatého Martina z roku 1887. Z obcí Hrochov a Seč vedou tzv. kostelní cesty, tj. hrochovská kostelní cesta a sečská kostelní cesta, k poutnímu kostelu Navštívení Panny Marie v Jednově. Obě tyto cesty jsou lemovány obrazy svatých. V obcích se podél cest nachází také několik krucifixů. V obci Lipová se nachází evangelická modlitebna.
Po vystavění byla kaple Panny Marie Bolestné dlouhou dobu bez vnitřního vybavení a oltáře, za což se obyvatelé Lipové stávali terčem posměšků okolí. K doplnění vybavení a vysvěcení došlo až roku 1893. V červnu 1906 bylo vnitřní vybavení poškozeno zásahem blesku.
Téměř na kraji Lipové, hned vedle zastávky Na příhoně, stojí od roku 1922 evangelická modlitebna (kostel). Místo věžičky má štít s kalichem a nápisem Bůh láska jest.
Památník padlým byl v Lipové slavnostně odhalen 5. 5. 1974.
Západně za obcí se též nachází zmenšenina středověkého hradu vybudována po roce 2000 místním občanem p. Procházkou, jenž se podle přezdívky svého stavitele nazývá Špacírštajn. Materiál na jeho vybudování byl brán z tzv. skalek, což jsou hromady kamení vzniklé v minulosti při přeměně travnatých ploch na pole místními bezzemky.
V údolí říčky Okluky se nachází bývalý vodní mlýn, který později sloužil jako dětská ozdravovna.

## Přírodní poměry

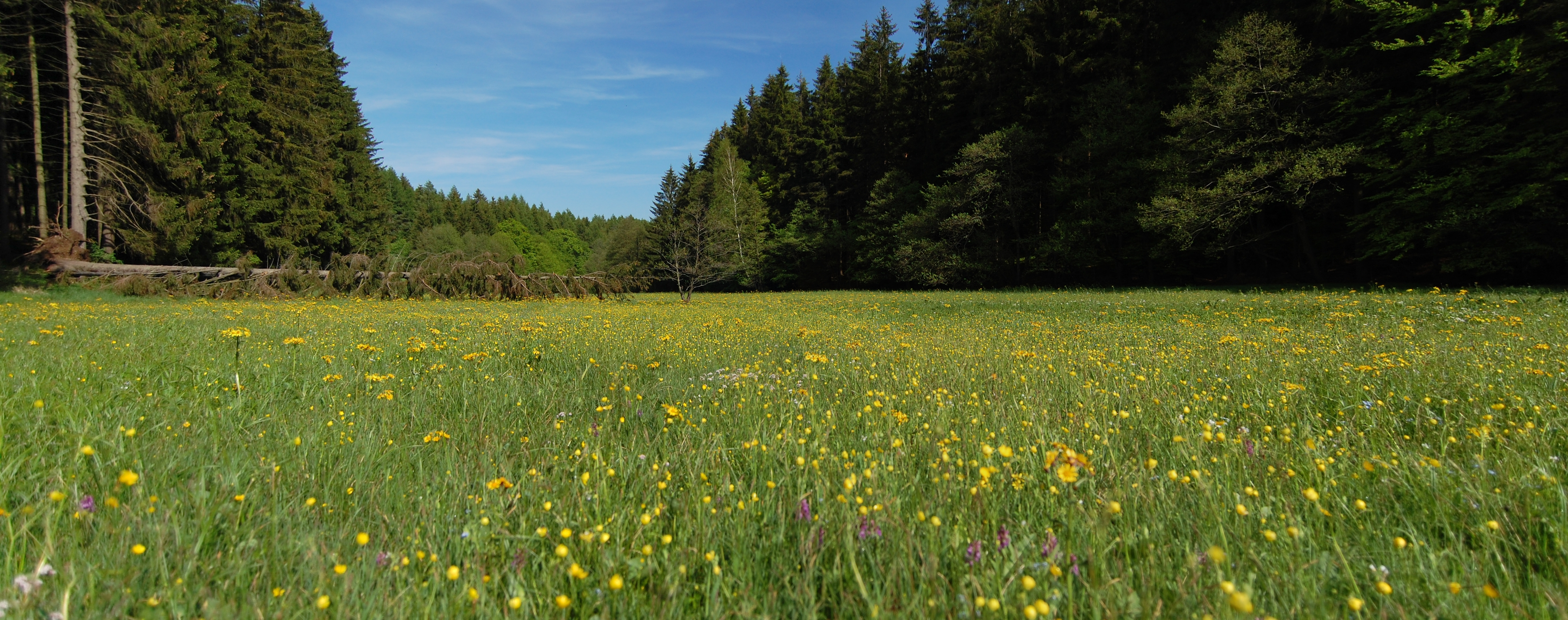
Lipovské úpolínové louky

V západní části katastru obce Lipová směrem k Hornímu Štěpánovu se nacházejí Lipovské upolínové louky, přírodní rezervace chráněná díky výskytu upolínu nejvyššího. Mezi obcemi Lipová, Malé Hradisko a Buková, ovšem již v katastrálním území poslední jmenované vesnice, se rozkládá přírodní rezervace Bučina u Suché louky. V blízkosti Lipovského mlýna se v lesním porostu tyčí skupina památných stromů Lipovské buky.
V okolí vesnice se nacházejí četné lesy, které ji dokola lemují s výjimkou severozápadu, kde se ve směru na Brodek u Konice rozkládají pole nepřerušeně až do zmíněné obce.

### Vodstvo

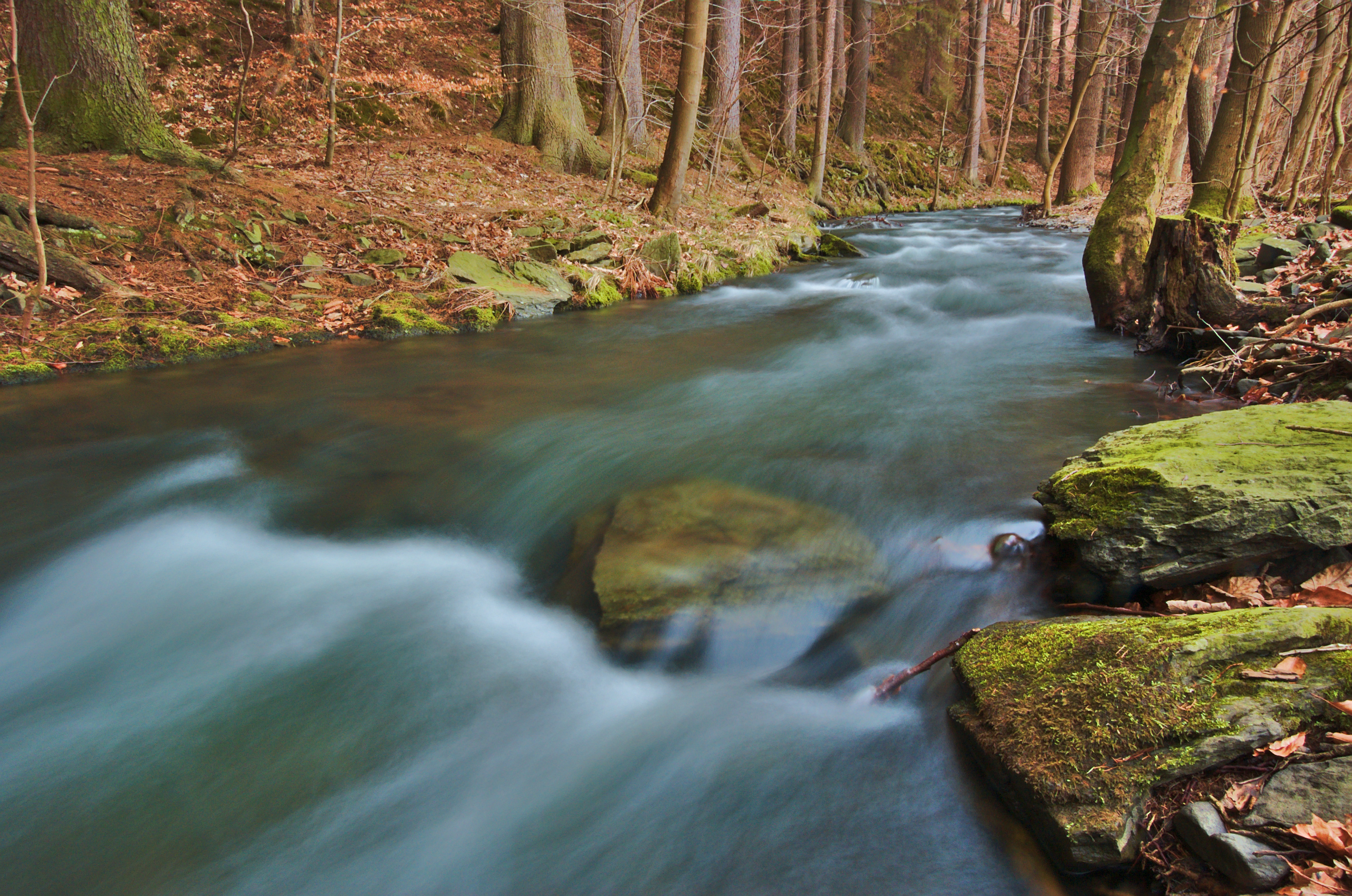
Hloučela u Lipovského mlýna

Kolem obcí protéká říčka Okluka, jak se nazývá vrchní tok řeky Hloučely, zásobuje rybník Na Motokrose, těsně před Lipovským mlýnem se stéká s říčkou Zábrana, spolu pak tečou severním směrem, aby se u obce Seč stočila z původně severního směru na jižní, čímž obepíná hřeben zvaný Kozí hřbet. Katastr obce opouští u osady Okluky.
Na Horním konci obce Lipová se nachází nádrž, ze které je potrubím veden bezejmenný potok k části zvané Točna. Tady zásobuje malou vodní nádrž, dále teče údolím, kterým vede žlutá turistická trasa, stéká se s potůčkem z Hrochova, jenž vytéká z tamějšího rybníka Zlatá louže, a společně vtékají pod obcí Seč u turistického rozcestníku Pod Sečí do Hloučely.
Středem obce Seč protékal potok, který byl však sveden do potrubí, jenž v současnosti zásobuje požární nádrž. Ta byla vyspravena a proti prosakování zabezpečena v polovině 80. let.

### Geomorfologie
Katastr všech tří obcí se rozkládá v severní části Drahanské vrchoviny známém jako Konická vrchovina. Nejvyšším bodem ležícím přímo v obci Lipová je vrchol Hanačka se svými 610  m n. m..

## Turistika
Všemi třemi obcemi prochází cyklotrasa 5039, jenž vede po trase Čelechovic na Hané – Kostelec na Hané – Bílovice-Lutotín – Lešany – Ptení – Holubice – Pohodlí a dále míří k obci Horní Štěpánov, před kterou se spojuje s trasou 5029. Obec Seč míjí na jejím severním okraji, přes Hrochov vede skrze jižní část a vede těsně kolem Lipové, respektive její části zvané Horní konec.
Obcí prochází  žlutá značená trasa, jenž začíná ve vedlejší obci Buková a první část vede stejnou trasou jako  zelená trasa Pohora – Horní Štěpánov – Buková – Malé Hradisko – Repechy – Drahany, ovšem u rozcestníku U Suché louky se odděluje a pokračuje skrze les severovýchodním směrem, prochází kolem samoty Lipovský dvorek, kříží vrchní tok Hloučely, poté vede místními komunikacemi obce Lipová, ze kterých uhýbá u bezejmenného ukazatele v části zvané točna, vede kolem vodní nádrže a pěšinou údolím pod obec Seč, kde se u turistického ukazatele Pod Sečí spojuje s červenou turistickou značkou, spolu po asfaltové silnici vedou vzhůru do obce Seč, kde míjí bezejmenný rozcestník a kousek za ním se u bývalé hájenky rozdělují a žlutá trasa vede dál východním směrem do obcí Pohodlí, Ptenský dvorek a Bělecký mlýn.
 Červená turistická trasa  ze směru Prostějov – Plumlov vede do obce od Malého Hradiska, kde sleduje tok říčky Zábrany, míjí partyzánský bunkr a skupinu chráněných stromů Lipovské buky. Od samoty Lipovský mlýn vede po vyasfaltované místní komunikaci, u rozcestníku "Pod Sečí" se spojuje se žlutou turistickou značkou, míjejí bezejmenný rozcestník v obci Seč a na horním konci obce, u autobusové zastávky, se od rozcestníku Seč (BUS) vydává lesem do obce Suchdol a dále ve směru na obce Stražisko a Přemyslovice až do Náměště na Hané.

## Občanská vybavenost

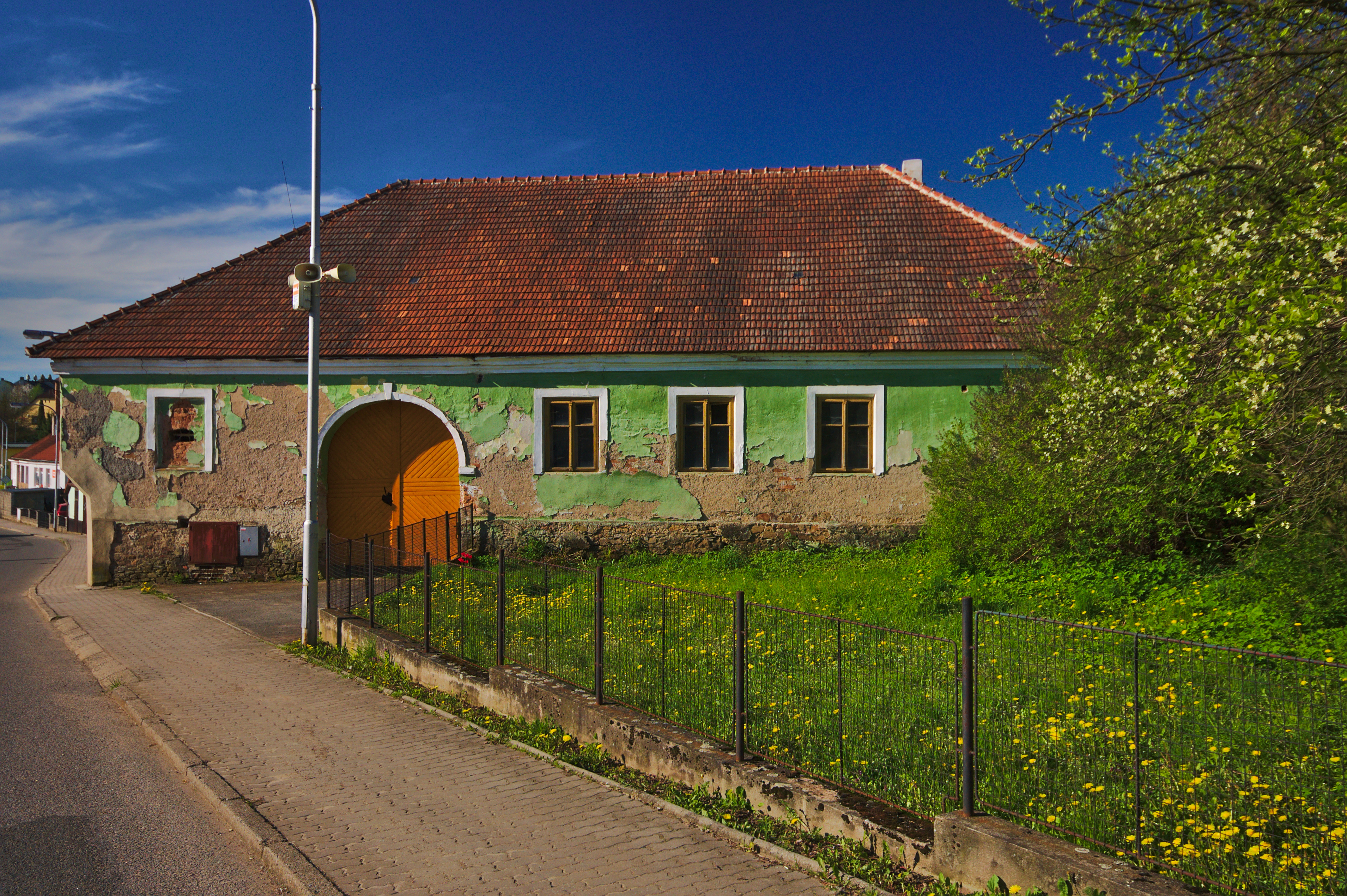
Bývalá hospoda v č.p. 32

V blízkosti školky stojí kulturní dům, vystavěný roku 1965. V tomto objektu sídlí obecní úřad a nedaleko od něj se nachází hasičská zbrojnice s obecní knihovnou vystavěné roku 1975.
V Lipové stojí prodejna Jednota, která sídlí v č.p. 89. Tato budova byla zprovozněna na podzim roku 1961, neboť prostory staré prodejny v domě č.p. 11 již nevyhovovaly tehdejším požadavkům. V obci se nachází pohostinství, které vzniklo na konci 90. let přebudováním části prodejny Jednota. V roce 1910 byly v obci hostince dva, okolo roku 1950 však zanikl hostinec v č.p. 32 a v roce 1991 i hostinec v č.p. 36.
Obecní vodovod byl položen v roce 1983, kdy práce začaly stavbou čerpací stanice na nejvyšším vrcholku vesnice jménem Hanačka.
Elektrické vedení bylo do země uloženo ze sloupů roku 1985 v rámci akce Z, o rok později proběhla jejich demontáž.
Ve všech obcích je vybudována kanalizace s celkovou délkou 3 000 metrů, odpadová voda z ní však není nijak čištěna.
Všechny tři vesnice jsou od roku 1975 propojeny obecním rozhlasem.

## Školství

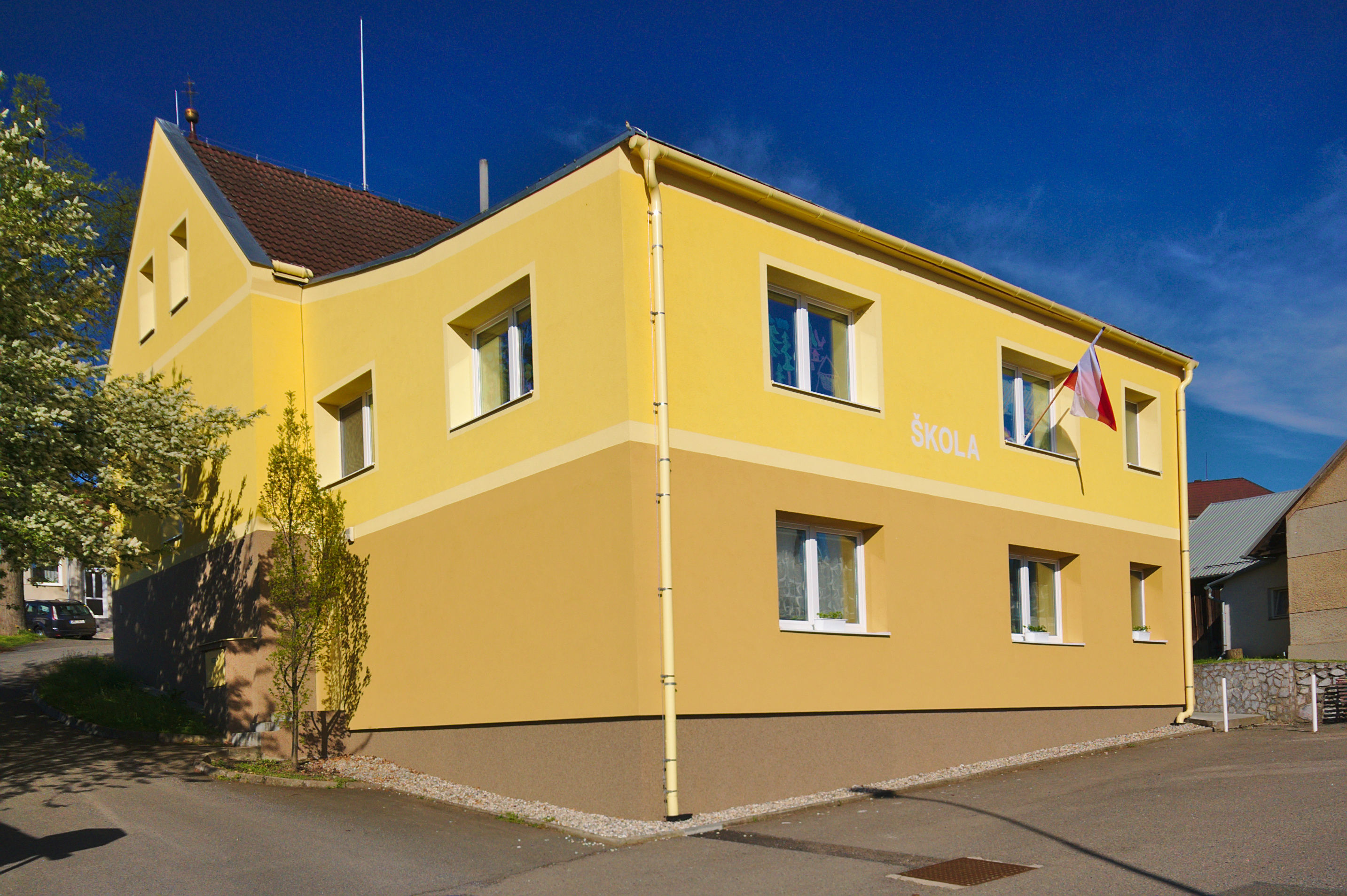
Základní škola Lipová

Před rokem 1830 byla v zimních měsících výuka dětí zajišťována místním krejčím, tohoto roku nastupuje první placený učitel. Výuka probíhala v chalupě stojící nedaleko současné školy, která sloužila zároveň i jako byt učitele. V roce 1861 byla postavena nová budova, pravidelné vyučování s kontrolou docházky začíná roku 1865. Nejvyšších stavů dosahuje ve školním roce 1897-1898, kdy do ní docházelo 143 žáků, docházka neklesla pod 100 dětí do roku 1925. Z důvodů vysoké docházky došlo k otevření nové dvoutřídní budovy roku 1896, k jejímu navýšení o další patro došlo v 80. letech 20. století, kdy byla zrušena škola v Hrochově a její žáci začali docházet do Lipové. V té době také fungovala společná výuka se školou v Suchdole, kdy dva ročníky z obou vesnic studovali v Lipové a další dva chodili do školy v Suchdole.
Samostatná základní škola stávala dříve v každé z obcí, v Lipové a na Hrochově dvoutřídka, v Seči jednotřídka, do dnešních dnů probíhá výuka pouze v obci Lipová. Tu k 30. 9. 2014 navštěvovalo 19 žáků. V Lipové se také nachází mateřská škola, kterou k témuž datu navštěvovalo 25 dětí. Po čtyřech letech prací byla dostavěna a slavnostně předána k užívání 27. 8. 1978, rozpočet na ní vzrost z původních plánovaných 3 660 000 Kčs na 4 000 000 Kčs.

## Sport

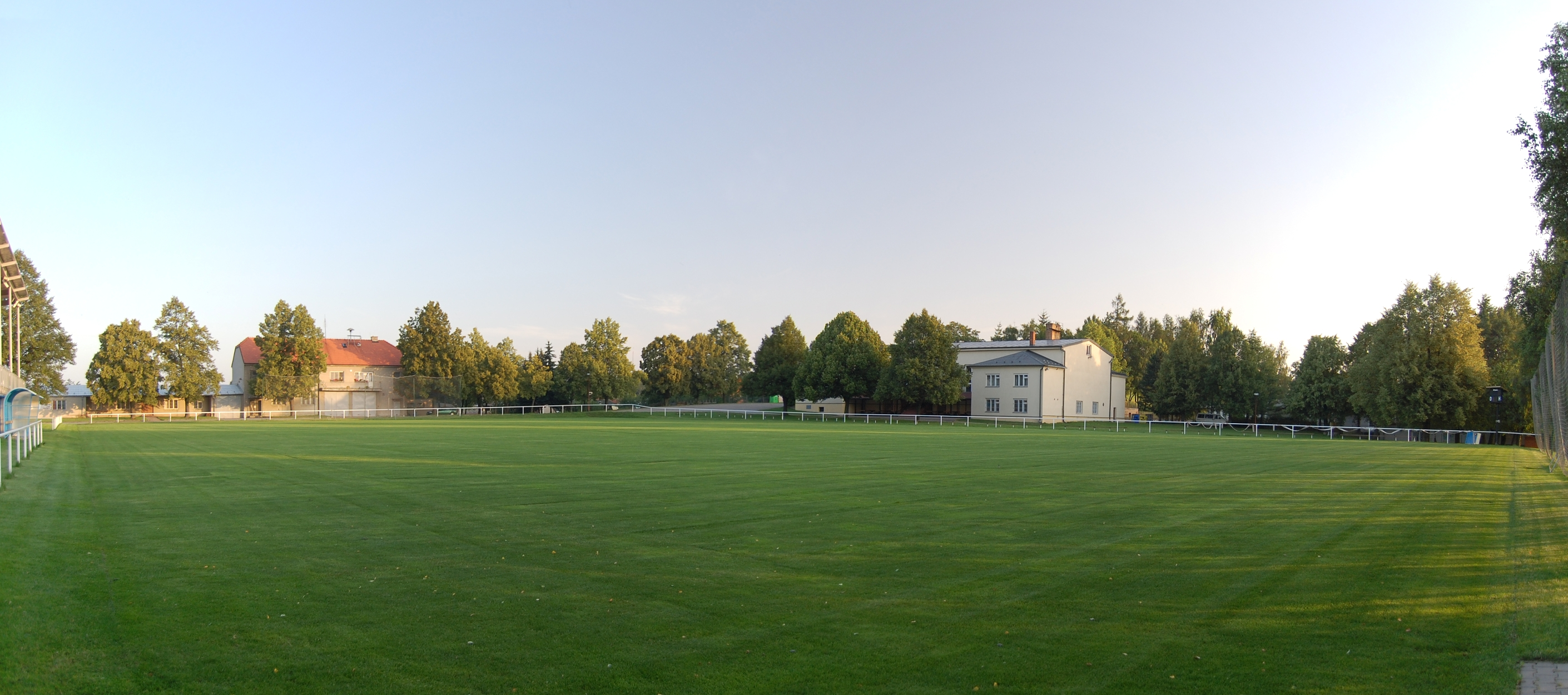
Fotbalové hřiště, v pozadí šatny, hasičská zbrojnice a kulturní dům

Vedle kulturního domu se nachází dvě travnatá fotbalová hřiště a jedno víceúčelové s umělým povrchem, které slouží Sportovnímu klubu Lipová, jenž byl založen již ve dvacátých letech 20. století. Vedle fotbalu má i svůj střelecký oddíl, který pořádá akci s názvem Lipovský kňour. V budově mateřské školy, v hale, kde se dříve nacházel bazén, se dnes nalézá tělocvična.

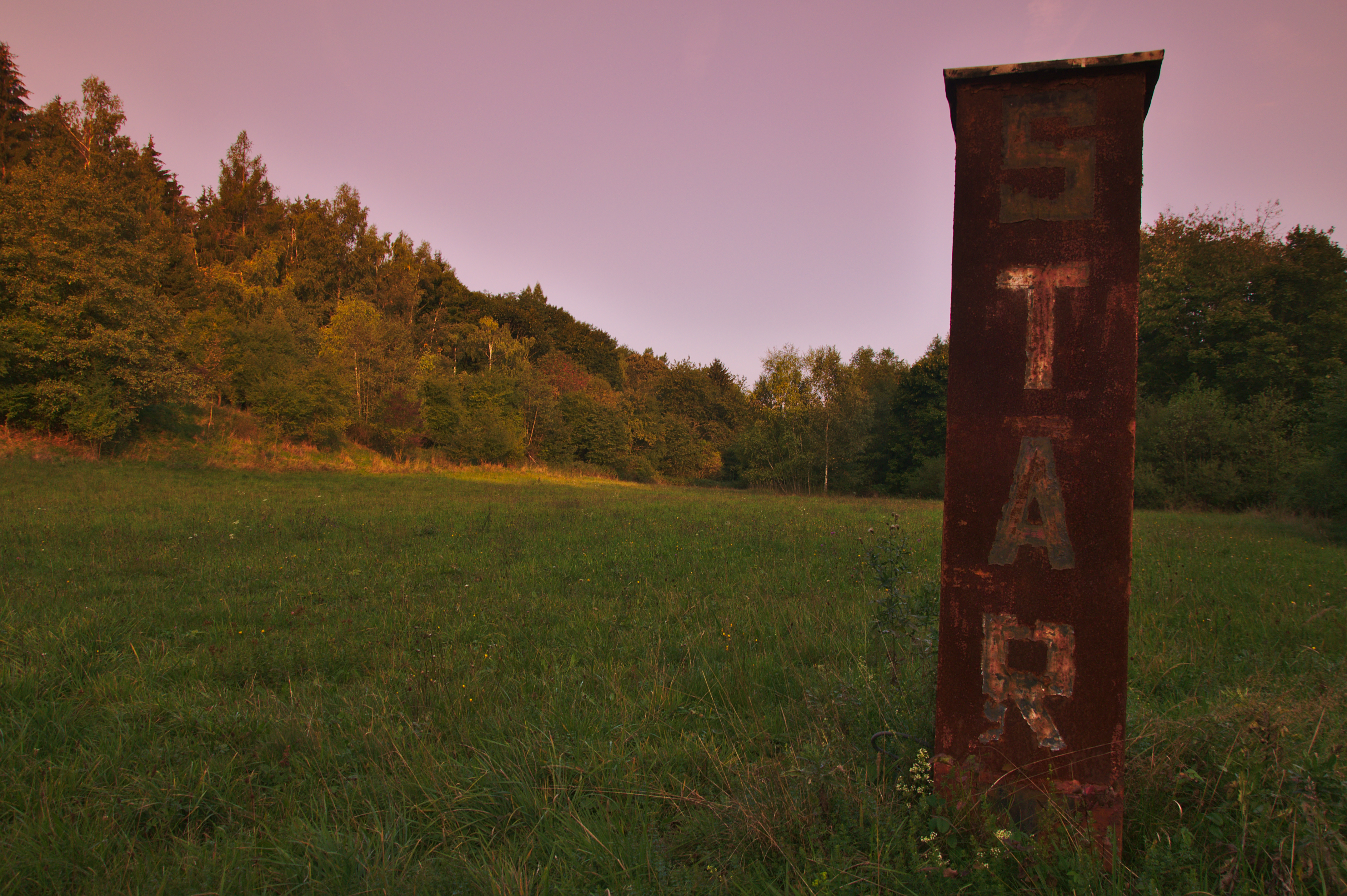
Start na bývalé motokrosové trati

V 70. a 80. letech byla Lipová proslulá motokrosovými závody, které se až do začátku 90. let pořádaly pod hlavičkou tehdejšího Svazarmu. Ten vznikl při sloučení obcí roku 1961 a v roce 1967 měl 92 členů. Motokrosové závody se jezdily od roku 1968, původně v blízkosti kulturního domu v části zvané Hanačka, od roku 1973 se trať přesunula do místa zvaného Lipovský žleb,  dnes nazývaného Motokros. Roku 1975, kdy bylo okolo trati již vybudováno zázemí, se závod jel jako Mistrovství ČSR B a krom závodníků z Československa na něm startovali i jezdci z Polska a Sovětského svazu.
Ve všech třech obcích jsou aktivní sbory dobrovolných hasičů: SDH Lipová, SDH Hrochov a SDH Seč. Nejstarším z nich je SDH Hrochov, který byl založen již roku 1894. O dvě léta později, roku 1896, byl založen hasičský sbor v obci Lipová. SDH Seč vznikl jako poslední 10. září 1905. První jmenovaný spolek pravidelně pořádá závod zvaný Hrochovská stodňa,  druhý z nich je pořadatelem Extraligy České republiky v požárním útoku a SDH Seč zajišťuje soutěž Litovelský pětiboj. 

## Průmysl a zemědělství

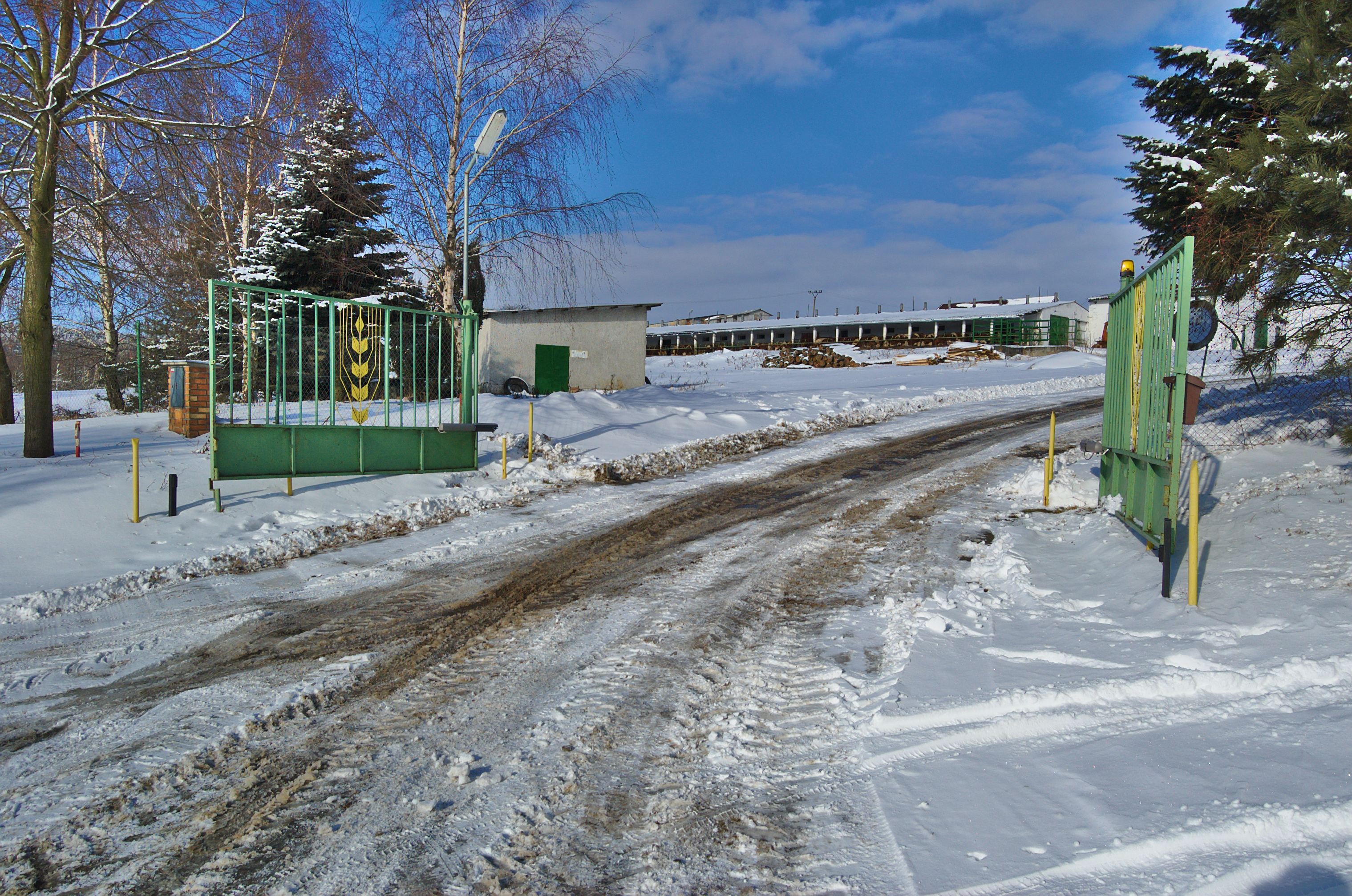
Zemědělské družstvo Lipová

Stejně jako na zbytku Drahanské vrchoviny, i v Lipové, na Hrochově a v Seči se ponejvíce rozvíjelo pěstování lnu a na to navazující přádelnická malovýroba. S tím se začalo po Prusko-Rakouské válce, jenž proběhla roku 1866. Do té doby byly jedinými zdroji příjmu obdělávání půdy a výroba šindele. Ten byl původně spřádán a prodáván, později se v několika rodinách začalo s výrobou plátna. Tkalcovství bylo zavedeno roku 1875 a krom plátna se tkaly i jemnější látky. Hotové výrobky a výrobní materiál se vozil ze Šternberka. Tato činnost, stejně jako pletení, se však provozovala převážně v zimním období.
Velkostatkáři se v obcích během její historie téměř nevyskytovali, avšak veškerá půda byla na přelomu 18. a 19. století vlastněna pouze třinácti místními sedláky. Bezzemci a drobní domkaři tak začali motykami obdělávat zbylou půdu, která se nacházela především ve stráních. Při této činnosti však často naráželi na velké množství kamení, které muselo být dáváno bokem, čímž vznikly takzvané „skalky“. Ke společnému hospodaření a založení JZD došlo v Lipové roku 1954, kde dodnes družstvo funguje. Ke sloučení s do té doby samostatně hospodařícími JZD Hrochov a Seč došlo roku 1961. Celková výměra tehdy činila 740 ha zemědělské půdy, z toho 460 ha připadalo na ornou půdu. Již roku 1963 však přechází JZD Lipová kvůli špatným výsledkům v hospodaření pod správu JZD Brodek u Konice.

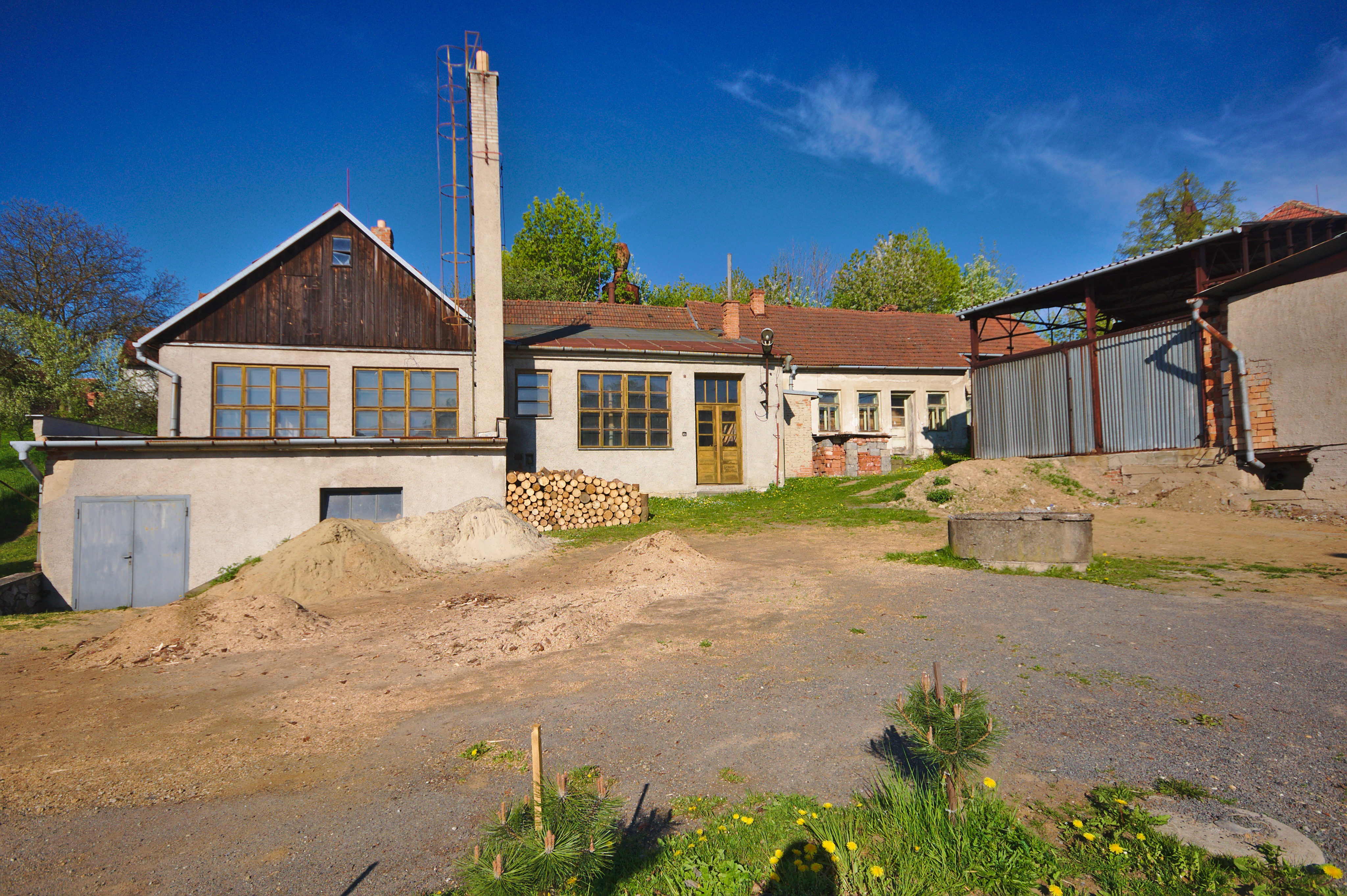
Bývalá stolárna

Roku 1961 bylo v Lipové založeno výrobní družstvo Tvar, které se zabývalo výrobou ze slámy, lýka a bambusu. To navázalo na tradici tzv. pletaček, což bylo splétání stébel slámy za účelem dalšího zpracování na tvorbu obuvi či klobouků, jenž byla zavedena roku 1866. Následně bylo roku 1904 založeno družstvo zaměřující se na výrobu slaměných klobouků a tašek. Jen v Lipové zaměstnával Tvar 150 lidí, celkově v něm i s pobočkami v Horním Štěpánově a Pěnčíně pracovalo 300 - 400 lidí. Závod v Lipové fungoval jako prvotní rozdělování materiálů a následně přejímka hotových výrobků, na Horním Štěpánově se provádělo síťování a v Pěnčíně výroba slaměnek.
Dalším zaměstnavatelem bylo v minulosti Ústředí lidové umělecké výroby.
Dříve byla v obci aktivní stolárna, která v minulosti zaměstnávala až deset pracovníků, původně pod názvem Výrobní družstvo Universal Prostějov. Ukončení výroby v ní nastalo po roce 2000.
V Lipové bývala aktivní kovo a elektrovýrobní firma AKORD, původně založena roku 1990.

## Doprava
Na začátku 20. století se občané dopravovali do Prostějova vlakem ze Stražiska, kam docházeli pěšky. První autobusové spojení začalo jezdit roku 1926 a to v intervalu třikrát týdně na trase Prostějov - Horní Štěpánov. V zimě tohoto roku došlo k přerušení tohoto spoje z důvodu nefunkčnosti autobusu, ovšem již další rok je zavedena pravidelná autobusová linka Prostějov - Protivanov. Železniční spojení ze Stražiska bylo využíváno i nadále, neboť zpáteční jízdenka autobusem do Prostějova stála v roce 1934 12 Kčs, kdežto zpáteční lístek na vlak ze Stražiska do Prostějova pouhé 3 Kčs.
Silnice mezi Jednovem a Hrochovem byla zbudována roku 1924, pravidelná autobusová doprava z Konice byla zavedena v 50. letech, z Brodku u Konice roku 1954.

## Části obce
- Lipová
- Hrochov
- Seč

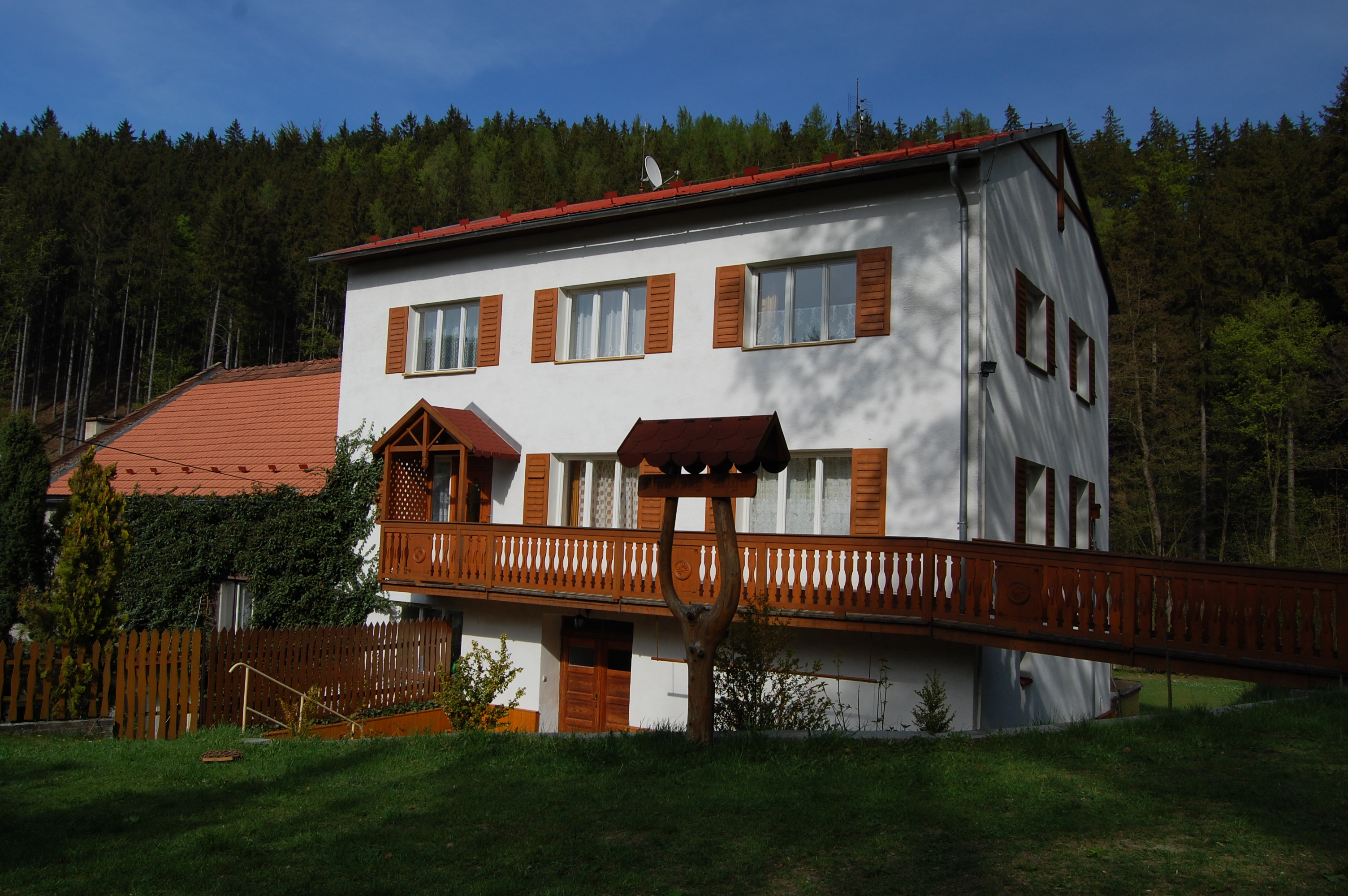
Lipovský mlýn

K obci Lipová neoddělitelně patří samoty Lipovský mlýn a Lipovský dvorek.

### Místní trati
Historie místních tratí „Ólehla“ a „Stará Lipová“ spadá až k rokům 1890–1900, kdy tyto trati vznikly jako následek zabírání pastvin a jejich přeměna na pole místními bezzemky.
Mezi Starou Lipovou a Lipovským dvorkem leží místo zvané Krchůvek, které údajně sloužilo jako hřbitov pro Zlatou Lipovou a předtím jako pohanské pohřebiště.
Název Mlýniska mezi Starou Lipovou a Krchůvkem byl odvozen od mlýna, který na místě stával údajně již v době Zlaté Lipové.
Západně od Lipovského dvorku se nalézá trať Kroupná studánka, jejíž název je odvozen od studánky, ve které prý nikdy nevysychala voda.

## Fotogalerie

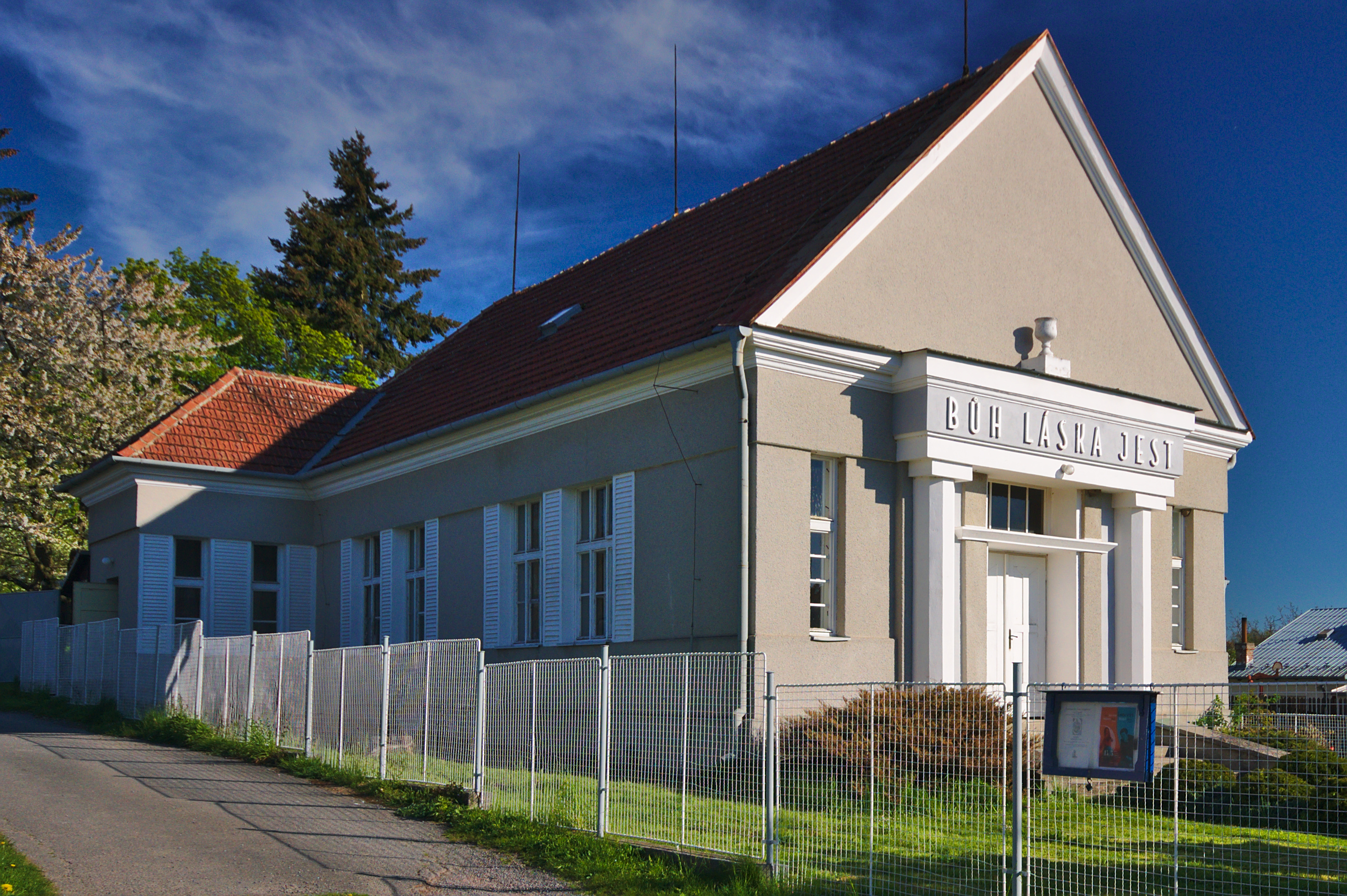
Evangelický kostel
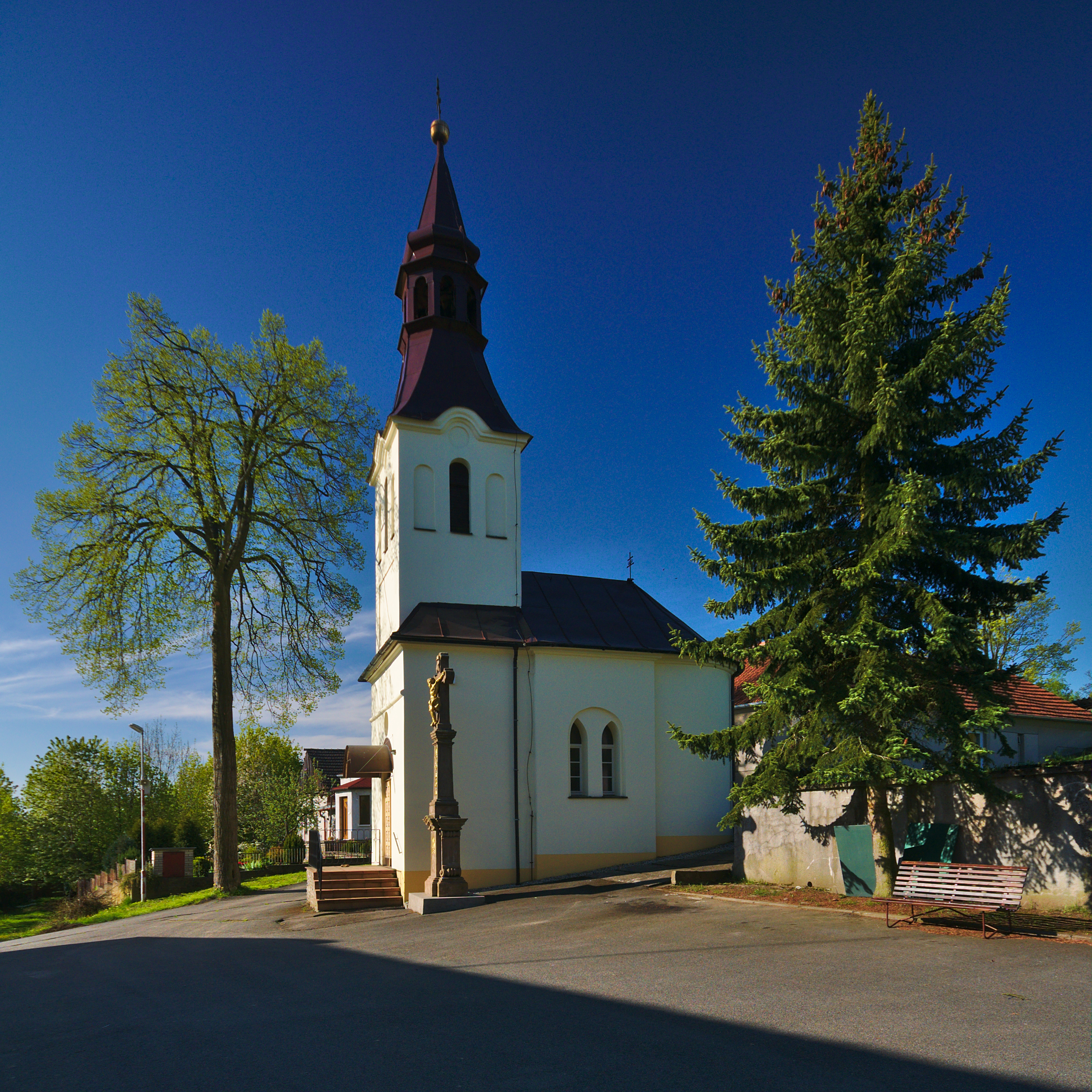
Kaple Panny Marie Bolestné
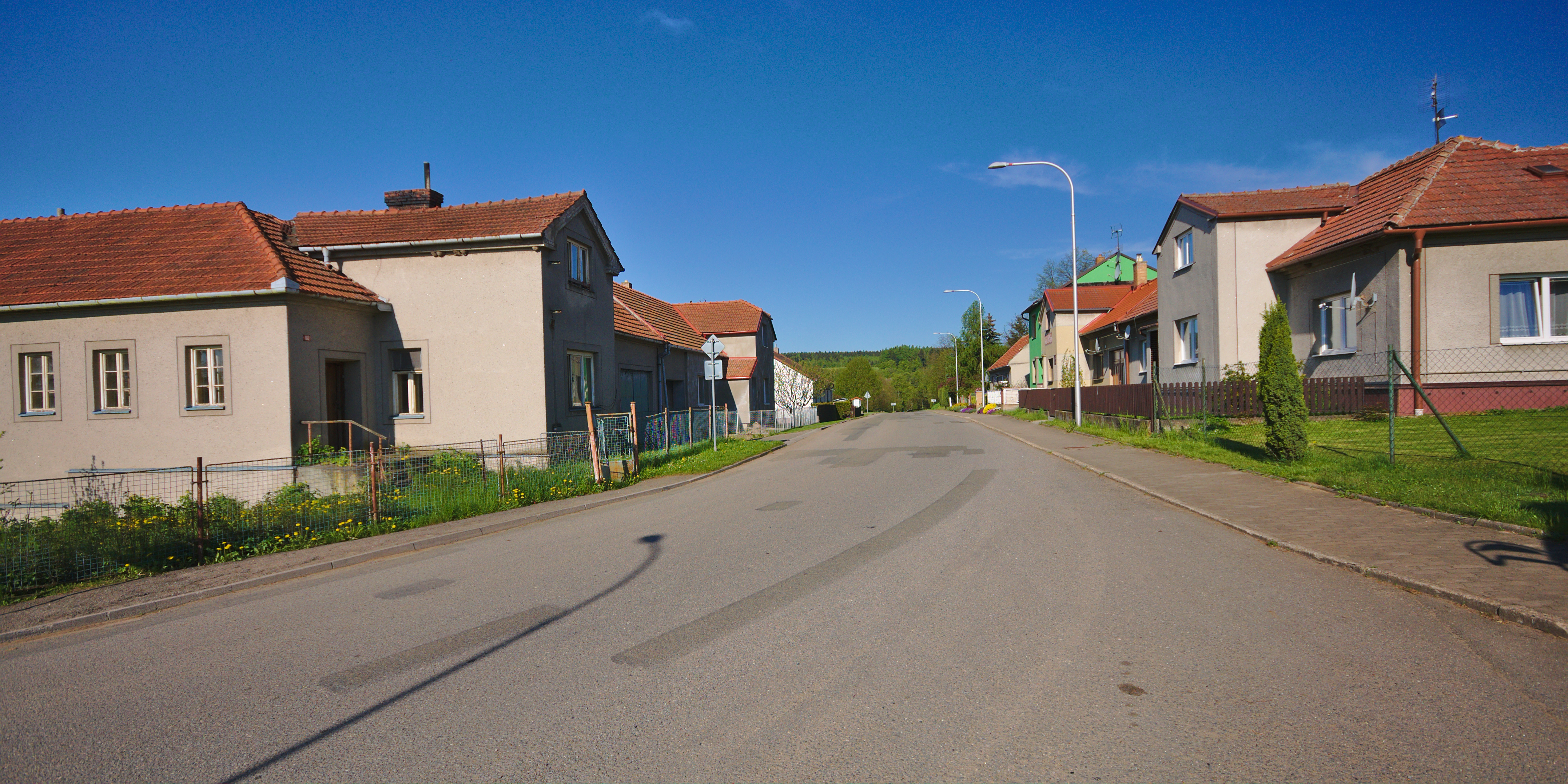
Místní část Příhon
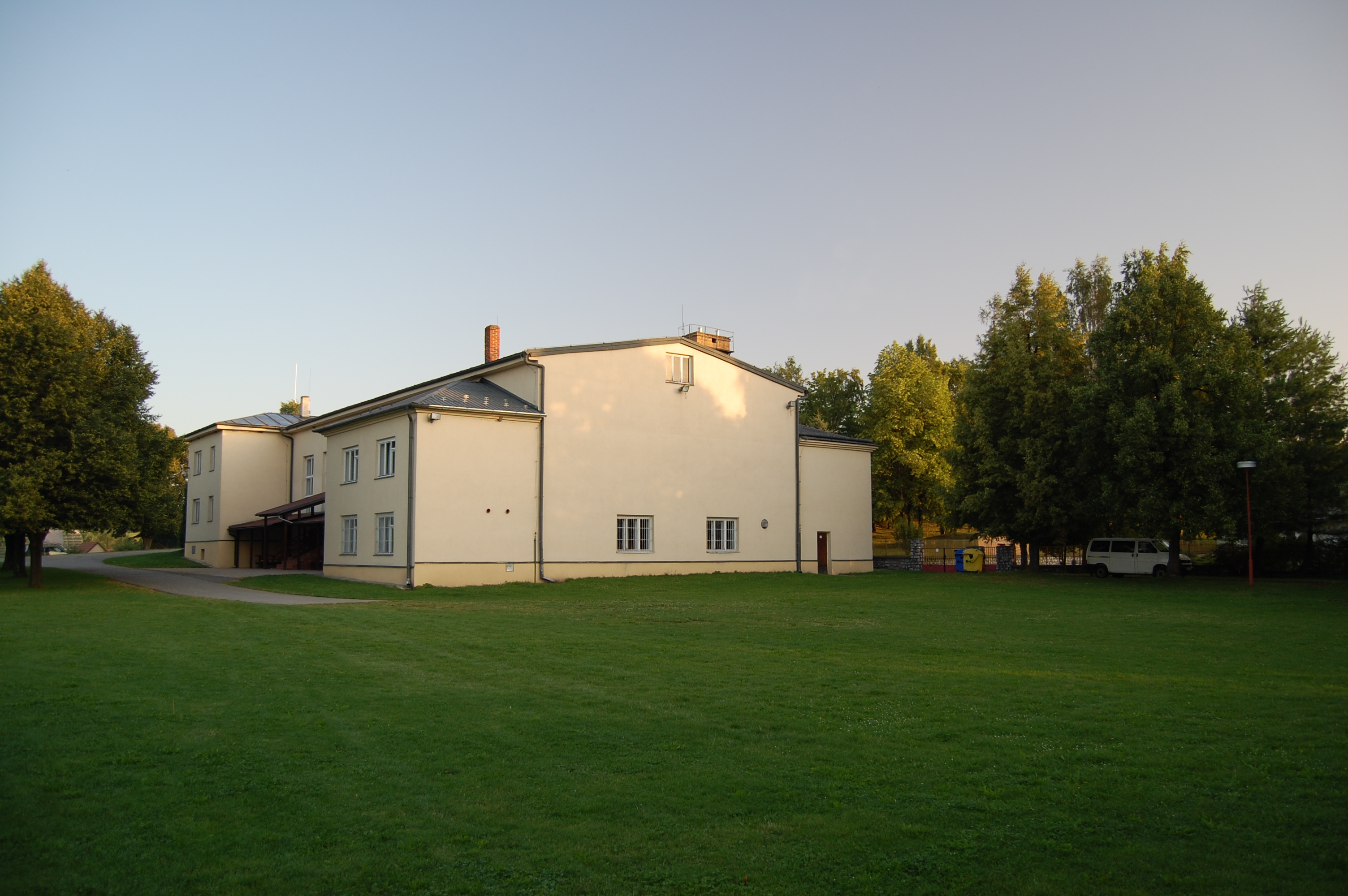
Budova obecního úřadu a kulturního domu
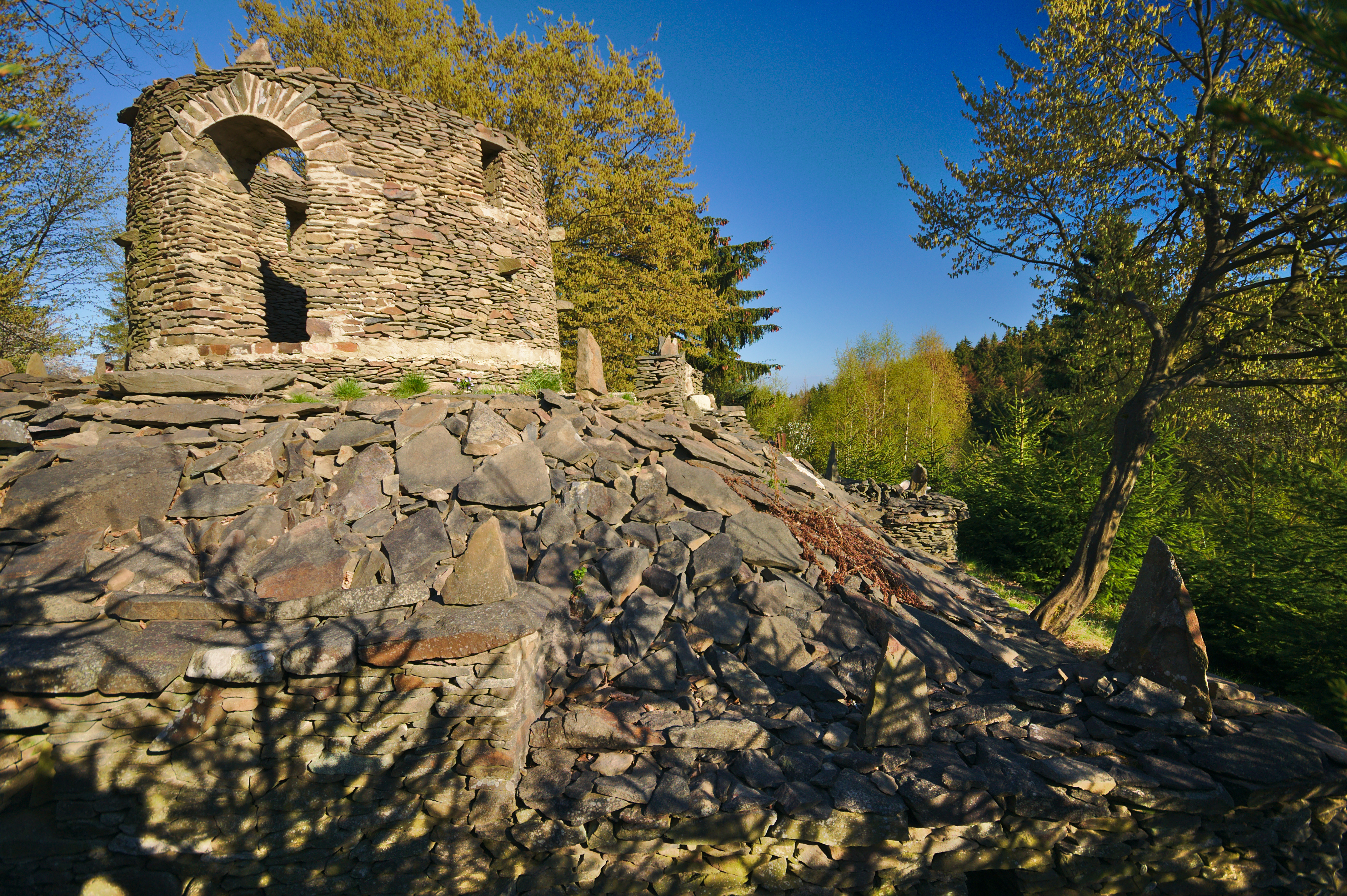
Napodobenina středověké zříceniny zvaná Špacírštajn
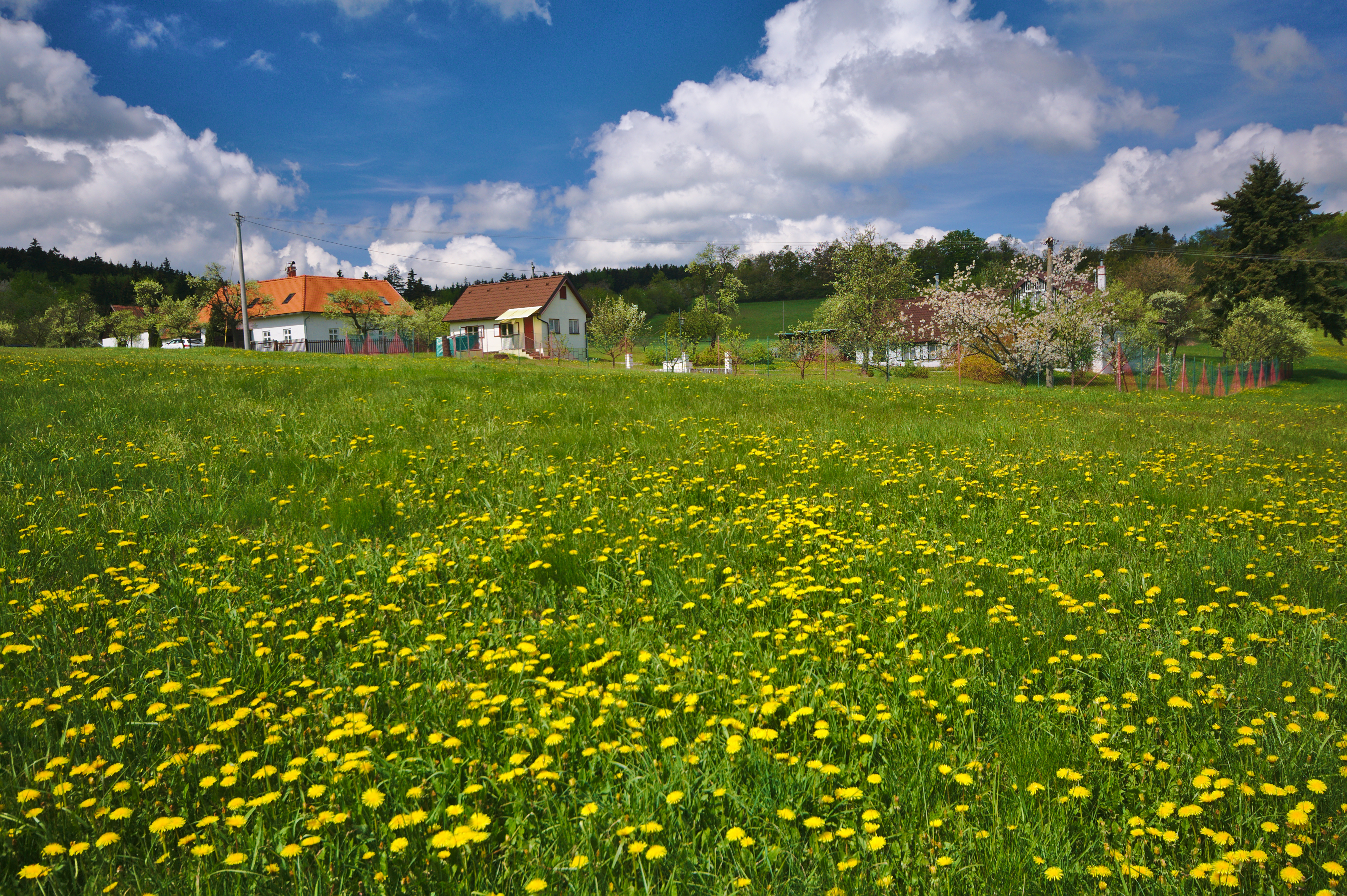
Lipovský Dvorek
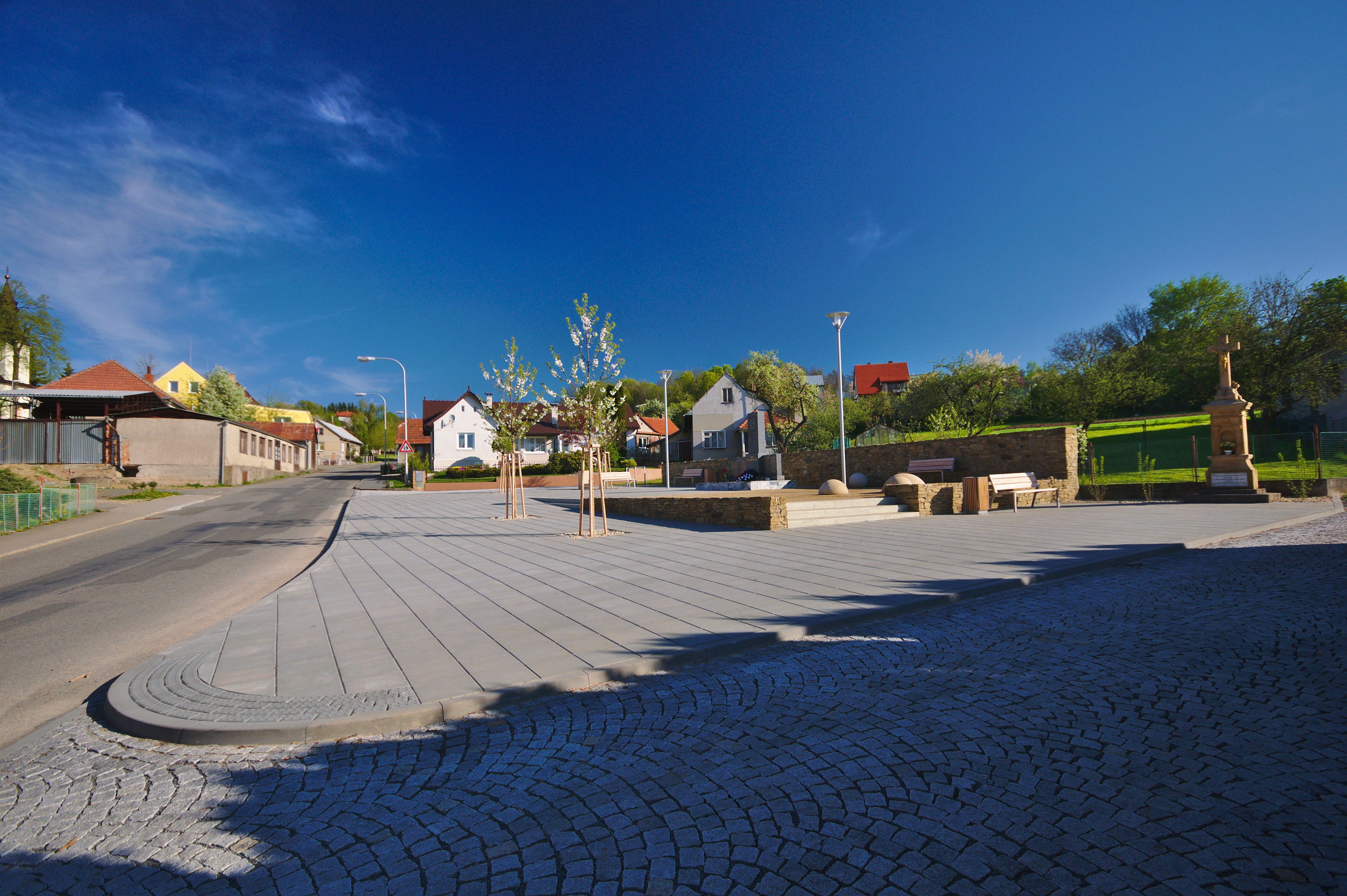
Nově upravená náves